# Triclioscelis femorata
Triclioscelis femorata är en tvåvingeart som beskrevs av Roeder 1900. Triclioscelis femorata ingår i släktet Triclioscelis och familjen rovflugor. Inga underarter finns listade i Catalogue of Life.